# Нидерхофен
Нидерхофен (нем. Niederhofen) — община в Германии, в земле Рейнланд-Пфальц. 
Входит в состав района Нойвид. Подчиняется управлению Пудербах.  Население составляет 380 человек (на 31 декабря 2010 года). Занимает площадь 1,38 км².